# Homalotheciella sinensis
Homalotheciella sinensis är en bladmossart som beskrevs av Jules Cardot och Thériot 1911. Homalotheciella sinensis ingår i släktet Homalotheciella och familjen Brachytheciaceae. Inga underarter finns listade i Catalogue of Life.